# Liste des polémiques autour d'Elon Musk
Cet article liste les polémiques autour d'Elon Musk.

Elon Musk en 2018.

## Participation à une orgie
En janvier 2018, la journaliste Emily Chang publie le livre Brotopia qui évoque les travers et les décadences des grands patrons de la tech, dont ceux d’Elon Musk. Elle l'accuse d'avoir participé à une orgie. Un porte-parole d’Elon Musk dément ce récit en assurant que le PDG y était bien présent, mais que « son sentiment était qu’il participait à une soirée d’entreprise avec un thème costumé pas à une sex party et il n’y avait aucun signe qui laissait entendre que ça en deviendrait une après son départ. ».

## Accusation de plagiat
En juin 2018, il est accusé d'avoir plagié le travail de Tom Edwards, potier du Colorado. Elon Musk a rapidement été poursuivi pour plagiat avant qu'un accord soit trouvé avec la famille de Tom Edwards.

## Échec d'une mission en eau souterraine, sous-marin inadapté et propos injurieux envers un spéléologue
En juillet 2018, Elon Musk propose d'aider les autorités thaïlandaises dans les opérations de secours de la grotte de Tham Luang en construisant dans l'urgence et en quelques jours un mini-sous-marin conçu à partir d'un morceau de fusée pour évacuer quatre des jeunes encore coincés parmi les douze dans la grotte inondée, les autres ayant déjà été évacués. Le fondateur de SpaceX s'est même déplacé jusqu'en Thaïlande pour livrer le sous-marin aux équipes de sauvetage. Cependant, le responsable de l'opération de sauvetage déclare à la BBC : « Même si leur équipement est très sophistiqué technologiquement parlant, il ne correspond pas aux besoins de notre mission dans le système de grottes », il ne sera donc pas utilisé.
Un spéléologue britannique ayant contribué aux opérations de sauvetage, Vernon Unsworth, écrit plus tard sur le réseau social Twitter à Elon Musk qu'il pouvait se mettre son sous-marin « là où ça fait mal », qualifiant son offre d'aide de « coup de pub ». Elon Musk rétorque qu'il pariait que ce spéléologue britannique était pédophile et, d'après de fausses informations achetées à un détective privé, l'accuse d'avoir eu une relation avec une fille de 12 ans. Elon Musk, attaqué en justice, est relaxé par le jury de Los Angeles, son  propos étant jugé insultant mais non diffamatoire en droit américain.

## Valeur de Tesla sur les marchés

### Tromperie sur l'investissement
En septembre 2018, le gendarme de la Bourse américaine, la Securities and Exchange Commission (SEC), annonce poursuivre Elon Musk en justice. La SEC accuse Musk d'avoir trompé les investisseurs « en faisant croire qu'il était quasiment certain de pouvoir retirer Tesla de la Bourse au prix de 420 dollars l'action », après avoir communiqué dans tweet le 7 août à ce sujet. Dans sa plainte, la SEC demande notamment à Elon Musk de ne plus diriger l'entreprise cotée en Bourse.
La SEC trouve un accord avec Elon Musk à 20 millions de dollars dans un règlement à l’amiable qui prive également le milliardaire de la présidence de Tesla. Il reste CEO, c’est-à-dire aux commandes opérationnelles de l’entreprise et conserve un siège au conseil d’administration. Tesla, de son côté, doit aussi payer 20 millions de dollars,,,,. L'accord est approuvé par le tribunal le 16 octobre 2018.
Sans pouvoir l'accuser de manipulation de cours, parce que les bitcoins ne sont pas considérés comme des titres comme les actions, Elon Musk est critiqué par la SEC pour sa spéculation sur cette cryptomonnaie. Celui-ci en effet achète des bitcoins par l'intermédiaire de Tesla, puis fait monter le cours en disant qu'il acceptera cette devise pour payer ses automobiles, avant de tourner casaque en communiquant sur le fait que le bitcoin consomme de l'énergie (et donc pollue), pour s'enrichir en achetant et en vendant à contre-courant du yoyo du cours qu'il provoque lui-même,. Musk aurait fait de même avec le meme coin Dogecoin.

### Infraction sur les accords
Après une série de tweets qu'Elon Musk a publiés sur son compte X le 19 février 2019, la SEC a saisi le tribunal fédéral du district sud de l'État de New York pour avoir, selon elle, enfreint les termes de l'accord à l'amiable qu'ils avaient conclu le 30 septembre 2018. Le premier tweet cité par la SEC a été publié à 19 h 45 heure de l'Est et indiquait que « Tesla avait produit 0 voiture en 2011, mais en produira environ 500 000 en 2019 ». Le second tweet publié à 23 h 41 heure de l'Est cité dans la plainte était un tweet en réponse à celui de 19 h 45 où Elon Musk clarifiait l'information de son précédent tweet : « Je voulais dire un taux de production annualisé à la fin de l'année 2019 probablement autour de 500 000, c'est-à-dire 10 000 voitures/semaine. Les ventes pour l'année sont toujours estimées à 400 000 ». Le 20 février 2019, la SEC a donc demandé à Elon Musk et à Tesla si les deux tweets en question avaient été préapprouvés par le directeur juridique, comme le prévoyait le nouveau règlement interne. Dans sa réponse au nom de Tesla et d'Elon Musk, son avocat a confirmé que le premier tweet de 19 h 45 n'avait pas été préapprouvé. Le conseiller juridique des marchés aurait arrangé une réunion a posteriori avec Elon Musk pour évaluer ce tweet et rédiger un tweet correctif (le second tweet de 23 h 41). Le nouveau règlement en place pour les dirigeants de l'entreprise prévoit notamment que toute communication écrite qui contiendrait une information importante pour Tesla ou ses actionnaires doit être préapprouvée. Si un dirigeant veut modifier une déclaration ou publier des informations importantes plus de deux jours après avoir reçu l'autorisation de publier ces informations, la demande doit être renouvelée par écrit pour avoir une nouvelle autorisation. Elon Musk a indiqué à la SEC qu'il ne pensait pas que son tweet de 19 h 45 requérait une autorisation préalable parce qu'il ne faisait que récapituler des informations publiques qui avaient déjà été approuvées 20 jours plus tôt le 30 janvier 2019 lors de la publication par Tesla de ses résultats financiers du quatrième semestre et de l'année complète 2018 ainsi que la conférence téléphonique qui a suivi.
Le 18 décembre 2023, la Commission européenne a annoncé l'ouverture d'une enquête formelle contre le média social X en relevant que l'entreprise américaine a potentiellement enfreint plusieurs dispositions d'une loi sur les services numériques conçue pour freiner la désinformation et la propagande haineuse en ligne. La société, récemment au cœur de multiples controverses depuis son acquisition par Elon Musk en 2022, risque des conséquences sévères en cas de condamnation. La législation, inédite jusqu'à présent contre les géants de la Silicon Valley, prévoit des amendes pouvant atteindre jusqu'à 6 % du chiffre d'affaires annuel. Pour les infractions les plus graves, une expulsion du marché européen est envisageable. La Commission européenne, représentée par le porte-parole Johannes Bahrke, a annoncé son intention d'examiner les systèmes informatiques de X ainsi que ses politiques de gestion de l'information avant de parvenir à une conclusion définitive. Cette démarche vise notamment à déterminer si X a diffusé illégalement du contenu dans le contexte des attaques terroristes du Hamas contre Israël le 7 octobre 2023.

### Boycott de la marque et appel à la démission
À la suite de l'accusation d'avoir fait un salut nazi au meeting d'investiture de Donald Trump, une campagne de boycott de Tesla se développe : des commandes sont annulées et des possesseurs de voitures de la marque décident de revendre leur véhicule. Selon certains d'entre eux, le salut effectué lors de l'investiture est la goutte de trop. Des bornes et des véhicules Tesla sont vandalisées, et des conducteurs de véhicules de la marque sont victimes d'intimidation de la part d'opposants du milliardaire.
À la suite de cela, Ross Gerber, investisseur historique de la marque Tesla, a déclaré sur Sky News que Musk devrait envisager de démissionner de son poste de PDG.
En mai 2025, le média Electrek met en avant une lettre ouverte rédigée par un collectif d'employés de Tesla, appelant à la démission d'Elon Musk de son poste de PDG. Ces derniers déclarent dans cette lettre que le milliardaire et de ses prises de positions ont sévèrement entachés l'image de la marque, et qu'ils sont prêts à aller de l'avant sans lui. Par ailleurs, un des employés derrière la lettre, a été licencié après la diffusion de celle-ci, il affirme que cela est dû à son association avec la lettre.

## Pandémie de Covid-19
Lors de la pandémie de Covid-19, Elon Musk est critiqué pour ses commentaires publics et sa conduite liés à la pandémie de Covid-19,. Il diffuse des informations erronées sur le virus, notamment en faisant la promotion d'un article scientifique largement discrédité sur les avantages de la chloroquine et en affirmant que les statistiques de décès liées au Covid-19 étaient gonflées.
Il exige que ses salariés viennent travailler au bureau plutôt que de télétravailler,. Il leur écrit pour affirmer qu'ils ont « plus de chances de mourir dans un accident de la route que du coronavirus », après avoir publié un message sur les réseaux sociaux affirmant que « cette panique autour du coronavirus est débile ». Le bureau du shérif du comté d'Alameda (Californie) est finalement intervenu pour demander aux usines Tesla de respecter les mesures de confinement, alors qu'elles demandaient à leurs salariés de continuer à venir sur place.
En mai 2023, il est recadré par le ministre israélien de la Santé après avoir répondu à un tweet complotiste qui soutient qu'aucun jeune Israélien n'est mort du Covid-19.

## Coup d'État en Bolivie pour le lithium
Après la crise post-électorale bolivienne de 2019, le 31 mars 2020, la nouvelle ministre des Affaires étrangères de Bolivie, Karen Longaric écrit à Elon Musk : « toute société que vous ou votre entreprise pouvez fournir à notre pays sera la bienvenue ». (« any corporation that you or your company can provide to our country will be gratefully welcomed. »). Le lithium est un métal indispensable à la fabrication de batteries, nécessaires au fonctionnement des automobiles de Tesla, comme dans toute voiture électrique, équipement informatique ou industriel reposant sur des batteries, dont un important gisement est situé dans le Salar d'Uyuni, en Bolivie (première réserve mondiale). En 2020, en réponse à un tweet accusant le gouvernement américain d'avoir organisé un coup d'État contre le président Evo Morales, Elon Musk répond par « Nous ferons un coup d'État contre qui nous voulons ! Faites avec. » (« We will coup whoever we want! Deal with it. »),.

## Allégation de harcèlement sexuel
D'après une information de Business Insider, Elon Musk a été accusé de harcèlement sexuel par une hôtesse de l'air pour des faits survenus lors d'un vol privé en 2016. Selon le site d'information, l'hôtesse de l'air s'est également plainte d'avoir moins de travail qu'auparavant en conséquence de son refus des avances sexuelles d'Elon Musk. En 2018, l'entreprise SpaceX d'Elon Musk propose à cette hôtesse de l'air une somme de 250 000 dollars afin de régler l'affaire à l'amiable. Suivant la révélation de ces informations par Business Insider, Elon Musk prétend qu'il serait victime de « coups bas » de la part du Parti démocrate à la suite de sa prise de position en faveur du Parti républicain, et nie l'accusation de harcèlement sexuel.

## Empreinte carbone
Elon Musk se déclarant engagé dans la lutte contre le réchauffement climatique, fait polémique avec son empreinte carbone. Le développement du flight tracking met en avant les nombreux déplacements en jet privé de plusieurs personnalités fortunées, dont il fait partie, ce qui les dérange,,. Il propose 5 000 dollars au fondateur du compte X « ElonJet » pour qu'il arrête de publier des informations sur ses trajets en jet,.

## Attaque de Wikipédia
En octobre 2023, Elon Musk s'en prend publiquement à la Fondation Wikimédia et à son projet le plus connu, Wikipédia qu'il accuse de servir un agenda politique « au service du wokisme ». Cette attaque voit le jour en réaction aux critiques du cofondateur de Wikipédia, Jimmy Wales, qui dénonce les changements introduits sur X, qui empêchent selon lui de « distinguer un vrai journaliste d'un faux », en raison de la certification payante accordant un crédit de façade à quiconque paye le service, facilitant la diffusion de fausses informations sur le réseau. Elon Musk se plaint, dans le même temps, que la page lui étant consacrée liste les scandales qui le visent. Il accuse aussi Wikipédia de chercher à lever constamment de nouveaux fonds, dont il suggère que la destination est suspecte ou trompeuse, affirmant que l'intégralité de l'encyclopédie pourrait tenir sur un téléphone. Il propose ainsi de faire un don d'un milliard de dollars à la fondation en échange du renommage de l'encyclopédie pendant un an en « Dickipedia » (dick signifiant pénis dans le registre familier anglais).
La passe d'armes provoque un tollé dans la presse anglophone, qui accuse Elon Musk de rejeter « une expérience démocratique dédiée à la connaissance », ajoutant qu'il « préfère hurler des « blagues » puériles dans l'éther. » Selon la journaliste du Guardian Zoe Williams (en), outre le dédain lié aux critiques dont il est en particulier l'objet, Elon Musk s'en prend à Wikipédia car « la vue de quelque chose créé socialement et qui fonctionne est une insulte pour lui. »
En décembre 2024, à la suite du rapport annuel de la Fondation Wikimédia montrant que 31,2 millions de dollars de leur budget — soit 17,6 % du total — sont consacrés à un objectif d'« équité », Elon Musk invite sa communauté sur X à ne plus faire de dons pour la fondation. Il l'accuse ainsi d'être biaisée en faveur d'un agenda « progressiste » et « woke »,,. Le journal New York Post soutient Elon Musk et affirme que l'encyclopédie est effectivement biaisée envers le Parti démocrate, tandis que le fondateur de Wikipédia Jimmy Wales nie ces accusations.
En janvier 2025, après la mention sur sa page Wikipédia du salut nazi qu'il a effectué lors du meeting d'inauguration de Donald Trump, le multimilliardaire accuse le site de reprendre la « propagande » des médias traditionnels. En réponse, le cofondateur de Wikipédia, Jimmy Wales, rétorque que la page ne rapporte que des faits et nie les accusations de propagande,.

## Antisémitisme
En novembre 2023, la Maison-Blanche lui reproche d'effectuer une « promotion abjecte » de l'antisémitisme, après qu'il a validé et relayé un message complotiste, ; il avait en effet invité ses abonnés à suivre deux comptes qui diffusent ce type de contenu, avant de supprimer son message trois heures plus tard tout en s'excusant et expliquant que c'est « le pire et le plus stupide des posts qu['il aie] jamais faits ». Pour le journal Le Monde, ce dérapage illustre la dérive d'Elon Musk vers « l’extrême droite complotiste et antisémite ». À la suite de cette polémique, les entreprises IBM, Apple, Disney et Warner Bros. Discovery annoncent le retrait de leurs publicités du réseau social. En guise de réponse, Elon Musk déclare lors de la conférence DealBook à New York, « qu'ils peuvent aller se faire foutre ».
Le 27 novembre 2023, dans un voyage planifié à l'avance, il se rend en Israël pour discuter d’antisémitisme en ligne avec le président israélien Isaac Herzog. Il affirme ensuite son soutien à Benyamin Netanyahou dans la guerre menée par Israël contre le Hamas. Il visite ensuite Auschwitz et déclare avoir été « naïf » sur l’ampleur de l’antisémitisme.

### Accusation de salut nazi au meeting d'investiture de Donald Trump (2025)
Le 20 janvier 2025, dans un discours prononcé dans le cadre du meeting qui suit la cérémonie d'investiture de Donald Trump en tant que 47e président des États-Unis, Elon Musk a suscité une vive polémique après y avoir effectué un geste apparenté à un salut nazi,. Le geste est notamment reconnu comme tel par les spécialistes de la Shoah et du nazisme Ruth Ben-Ghiat et Johann Chapoutot,.
Ce salut a provoqué une vive réaction sur les réseaux sociaux et dans les médias, ainsi qu'au sein du monde politique. Des personnalités néonazies dans le monde entier affirment notamment  se réjouir du geste d'Elon Musk, qu'elles l'interprètent comme intentionnel ou non,.
Certaines personnalités et organisations telle Anti-Defamation League évoquent ce qui serait selon elles une maladresse d'Elon Musk potentiellement liée à son autisme,. De son côté, l'entrepreneur se défend sur X, expliquant que la qualification d'« Hitler » est surutilisée et que ce geste symbolisait le don de son cœur à la foule.
Johann Chapoutot rappelle que sa réponse à la polémique fait justement partie de la provocation initiale du geste, en incriminant les personnes qui s’en indignent et en accablant « les ennemis de l’extrême-droite, qui sont les ennemis de monsieur Musk. ». Certains médias rappellent également que ce geste s'inscrit dans des appels du pied de la part d'Elon Musk envers les communautés de suprémacistes blancs, d'antisémites et complotistes tels que la réintégration d'utilisateurs de Twitter bannis pour leurs propos extrémistes comme le néonazi Andrew Anglin (en), le soutien au parti politique d'extrême droite Alternative pour l'Allemagne qui multiplie les références au régime nazi, le révisionnisme de la Shoah et l'usage récurrent de références propres aux néonazis du réseau 4chan.

## Relatifs à Twitter ou X

### Complotisme
Via X, Elon Musk facilite le retour et la propagation des discours complotistes, en participant parfois lui-même à leur relais,. Il a en effet partagé de nombreuses théories du complot à partir de son compte personnel, entre autres au sujet de la guerre en Ukraine et concernant la politique américaine, dont du contenu issu de QAnon. Ces actions offrent une « caisse de résonance sans précédent » aux discours complotistes.
En 2022, il relaie une théorie complotiste minimisant la portée de l’agression au marteau du mari de Nancy Pelosi par un charpentier canadien, en suggérant qu’il s’agissait d’une rencontre sexuelle qui aurait mal tourné. Il effacera son message par la suite.

### Racisme, misogynie et LGBTphobie
Fin octobre 2022, douze heures après le rachat de X par Elon Musk, après la promesse de réduire les restrictions sur le réseau social, des trolls cherchent à tester les limites de la liberté d'expression promue par le nouveau propriétaire ; ce faisant, les mentions du mot « nègre » quintuplent sur le réseau social, les propos racistes, antisémites, misogynes et LGBTphobes explosent également,. General Motors et Ford retirent immédiatement leurs publicités sur le réseau social en conséquence. Elon Musk précise que la liberté d'expression qu'il prône n'est pas absolue et doit se soumettre aux lois américaines.
En août 2024, dans le contexte des émeutes d'extrême-droite au Royaume-Uni, l'ancien vice-président de X, Bruce Daisley, accuse Elon Musk de contribuer lui-même à la « violence raciste qui se propage actuellement au Royaume-Uni », alimentant la tension dans de multiples zones du pays ; sous un post parlant des conséquences de l'immigration de masse, il explique ainsi que « la guerre civile est inévitable ». Daisley accuse également Musk d'avoir remis sur le devant de la scène Tommy Robinson, le fondateur du mouvement d'extrême droite britannique English Defence League, en le réhabilitant sur le réseau social. En réaction aux tentatives de restriction faites sur les réseaux sociaux par le gouvernement anglais contre des posts haineux, Elon Musk compare l'Angleterre avec l'Union des républiques socialistes soviétiques (URSS),.

### Enquête au Brésil pour «instrumentalisation criminelle de X» et blocage du réseau social
En avril 2024, la justice brésilienne ouvre une enquête contre Elon Musk pour « instrumentalisation criminelle de X » alors que celui-ci a réactivé des comptes d'extrême droite ayant participé à la tentative de coup d'État de 2023 au Brésil bloqués sur décision de justice. Elon Musk demande en réponse la « destitution » du juge Alexandre de Moraes, qui a pris cette décision,. Il s'ensuit par une décision de justice du 30 août le blocage de X au Brésil, contourné par une modification technique et levé début octobre à la suite du paiement des amendes et du blocage des comptes demandés.

### Accusation de boycott «illégal» de X
Le 6 août 2024, Elon Musk porte plainte contre divers grands groupes pour « pratiques anticoncurrentielles » à l'égard de X, ayant « illégalement » boycotté X en refusant d'y publier des publicités. Parmi ces groupes figurent Mars, CVS Health, Unilever et Ørsted, accusés d'avoir collectivement boycotté X dans le but de faire perdre des milliards de dollars au réseau social. La présidente-directrice générale (PDG) de X, Linda Yaccarino, explique que la plainte fait partie de la « noble cause » de défendre la liberté d'expression.
Le journal MSNBC affirme qu'en faisant cela Elon Musk dénigre la liberté d'expression en paraissant y contribuer ; le journal ajoute que « les grosses entreprises n'ont généralement pas envie de payer pour des publicités passant à côté de posts louant Adolf Hitler », dénoncant la surcharge de commentaires haineux sur le réseau social.

## Consommation de drogues
En 2024, une enquête du Wall Street Journal révèle que la consommation de drogues d’Elon Musk inquiète les cadres de Tesla et SpaceX dans sa gestion et pour l’image des entreprises. En mars 2024, lors d’une interview, il confirme prendre de la kétamine qui lui serait prescrite sous ordonnance médicale pour traiter son « état d’esprit négatif ». Il affirme par ailleurs que sa consommation de drogues serait bénéfique pour les investisseurs de ses entreprises, et nie en consommer de manière excessive.

## Plainte contre OpenAI
Le 1er mars 2024, Elon Musk porte plainte contre l'entreprise OpenAI, entreprise qu'il a fondée avec Sam Altman en 2015, qu'il a ensuite quitté en 2019 à la suite d'un conflit de direction. Il accuse l'entreprise d'avoir « trahi sa mission initiale » qui était que leur outil ne devait pas servir à un but lucratif.
Toutefois, le 5 mars, l'entreprise riposte en dévoilant sur son blog des mails privés du milliardaire datant de 2017, dévoilant qu'il approuvait l’idée d’une entité à but lucratif, contrairement à ce qu'il affirmait dans sa plainte. Ils dévoilent également qu'ils ont eu du mal à arriver à un accord avec Elon Musk, qui suggérait de fusionner OpenAI avec Tesla.
Le 5 mars 2025, la requête d'Elon Musk, demandant l'interdiction à OpenAI de se convertir en entité à but lucratif, est rejetée par la justice californienne pour manque de preuves.